# Hermannia hokkaidensis
Hermannia hokkaidensis är en kvalsterart som beskrevs av Aoki och Ohnishi 1974. Hermannia hokkaidensis ingår i släktet Hermannia och familjen Hermanniidae. Inga underarter finns listade i Catalogue of Life.